# AEK Athen (Basketball)
Der A.E.K. B.C.,  vollständig Athlitiki Enosi Konstantinoupoleos (griechisch Αθλητική Ένωση Κωνσταντινουπόλεως, deutsch Sportvereinigung Konstantinopels), bekannter unter der Bezeichnung AEK Athen, ist die ausgegliederte Basketballabteilung des gleichnamigen griechischen Sportvereins AEK Athen. Aktueller Sponsoringname ist AEK Betsson Athen. Der Verein spielt in der höchsten nationalen Spielklasse der Basket League. Neben mehreren Meister- und Pokaltiteln erspielte sich das Team auch einige europäische Titel und war die erste griechische Basketballmannschaft mit einem Titelgewinn auf internationalem Parkett. Seit 2021 trägt der Club seine Heimspiele in der SUNEL Arena mit 9205 Plätzen aus.

## Historie
Im Jahr 1924 gründeten ehemalige aus dem osmanischen Reich vertriebene Griechen, die sich in und um Athen niedergelassen hatten, den Verein AEK. Neben einer Sektion für Leichtathletik installierte der Verein zunächst eine Fußball- und eine Basketballabteilung. Im Laufe der Jahre gründete der Vorstand weitere Abteilungen und wuchs dadurch zu einem der größten Vereine der Region und des Landes.

### Erste Phase (1924–1953)

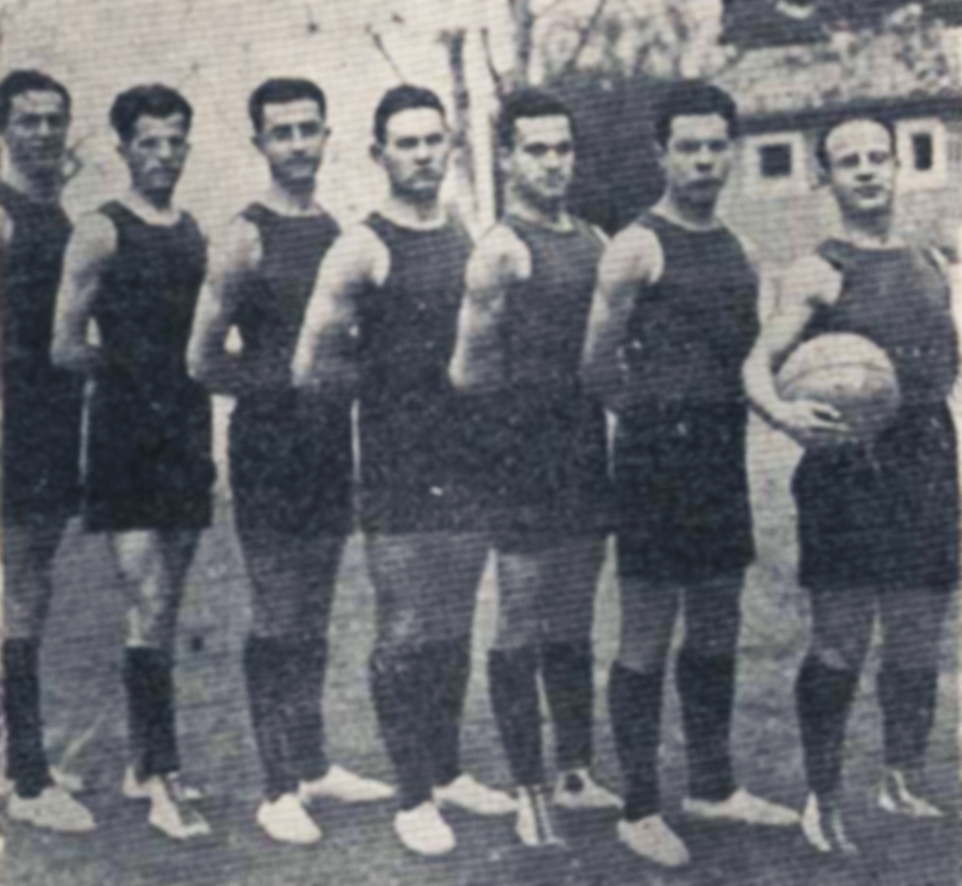
Mannschaft des AEK aus dem Jahr 1928

Bereits in ihrem ersten Jahr war die Sportvereinigung zur Athener Stadtmeisterschaft geladen, welchen sie durch deren Gewinn auch erfolgreich abgeschlossen hatte. Diesen Titel verteidigte der AEK in der folgenden Auflage des Wettbewerbs zur Saison 1927/28 und zählte im selben Jahr auch zu den ersten Teilnehmern der erstmals ausgetragenen panhellenischen Meisterschaft. Ebenfalls nahm der Verein am Wettbewerb 1928/29 teil, zog sich aber mit weiteren zwei Mannschaften während der Saison aus dem laufenden Wettbewerb zurück, nachdem es zu Unstimmigkeiten mit dem ausführenden Verband kam. Der dann unter anderem auch durch den Zweiten Weltkrieg oft unterbrochene höchstklassige Wettbewerb begrüßte die Sportvereinigung zur Saison 1952/53 wieder in ihren Reihen, nachdem der AEK ab 1949 die notwendigen Qualifikationen der regionalen Spielklassen durchlaufen hatte, um sich erneut für oberste Spielklasse zu qualifizieren.

### Der Weg zur ersten griechischen Meisterschaft (1954–1959)
Zur Saison 1954/55 wurde der AEK griechischer Vizemeister. Seine einzige Niederlage der Saison musste der Klub gegen den späteren ungeschlagenen Meister und Stadtrivalen Panellinios hinnehmen. Einer der herausragenden Akteure auf Seiten des Panellinios war zu jener Saison Antonis Christeas, welcher seine erste griechische Meisterschaft spielte und Topscorer seines Teams wurde. Während 1955/56 der Wettbewerb nicht ausgetragen werden konnte, belegte der AEK zur Saison 1956/57 den vierten Rang, während Panellinios seinen Titel verteidigte. Mit Konstantinos Karamanlis, der seit 1949 beim AEK spielte und inzwischen die Funktion eines Spieler-Trainers übernommen hatte, erspielte sich die Sportvereinigung zur Saison 1957/58 erstmals die griechische Meisterschaft und qualifizierte sich damit für die zweite Auflage des Europapokals der Landesmeister.

### Das goldene Jahrzehnt (1960–1970)
Anfang der 1960er befand sich die Mannschaft im Umbruch. Während Karamanlis seine Karriere beim AEK als Spieler und Trainer bereits beendet hatte, begann mit Giorgos Amerikanos ein anderer wichtiger Akteur des griechischen Basketballs seine Karriere bei der Spielvereinigung, welcher vom XAN Nikeas geholt wurde. Auf der Trainerbank nahm mit Missas Pantazopoulos ein erfahrener Routinier Platz. Pantazopoulos wurde als Spieler mit Panellinios in den Jahren 1939 und 1940 griechischer Meister und war derjenige, der nach dem Zweiten Weltkrieg Panathinaikos zur damals erfolgreichsten Mannschaft im griechischen Basketball aufsteigen ließ, nachdem er in der Funktion des Spielertrainers Panathinaikos innerhalb von fünf Spielzeiten viermal zum Meistertitel führte. Pantazopoulos übernahm dann das Traineramt der Nationalmannschaft, bevor er die Geschehnisse des AEK leiten sollte. Während der damals noch junge Amerikanos unter Pantazopoulos zum Führungsspieler und Kapitän der Mannschaft reifen sollte, war es unter anderem Antonis Christeas, der den Verein zu dessen zweiten Meisterschaft 1962/63 führen sollte. Christeas, zweimaliger Meister mit Panellinios, spielte bereits in der Nationalmannschaft unter Trainer Pantazopoulos, der ihn dann zum AEK holte. Als Topscorer seines Teams trug er auch 1963/64 mit dazu bei, dass die Spielvereinigung ihren Titel verteidigen konnte. Ebenfalls AEK Athen hieß der Meister der Saison 1964/65. Amerikanos war in jener Saison nicht nur erfolgreichster Werfer seiner Mannschaft, sondern auch Topscorer der Liga. Ein weiteres Mal wiederholte die Spielvereinigung die Titelverteidigung zur Saison 1965/66 und feierte damit den vierten Meistertitel in Folge und den letzten unter der Leitung Pantazopoulos. In jener Saison gelang dem Team auch der erstmalige Einzug in die Final Four des Europapokals der Landesmeister, und es war somit der erste griechische Vertreter im Basketball, dem dies in einem europäischen Vereinswettbewerb gelang. In der neunten Austragung des Pokalwettbewerbs unterlag die Spielvereinigung allerdings dem tschechischen Meister Slavia Prag und verpasste damit den Einzug ins Finale. Die nationale Dominanz des AEK brach zur Saison 1966/67 der wiedererstarkte Panathinaikos. Die einzigen zwei Niederlagen der Saison hatte der AEK gegen seinen Stadtkonkurrenten hinzunehmen, der mit nur einer Niederlage aus 22 Spielen die Meisterschaft für sich entschieden hatte. Mit der Vizemeisterschaft qualifizierte sich der AEK für die zweite Auflage des europäischen Pokalsiegerwettbewerbes.
In der Saison 1967/68 führte Trainer Nikos Milas den AEK zurück zum Meistertitel. Diesen erspielten sich seine Spieler ohne Niederlage, und auch im Europapokal erreichte die Spielvereinigung das Halbfinale des Wettbewerbs. Dort traf sie dann auf den italienischen Vertreter Ignis Varese um den damals noch jungen Dino Meneghin. Varese gehörte ohnehin zu den dominantesten europäischen Mannschaften jener Zeitepoche und war auch Titelverteidiger des Turniers, den der Verein im Vorjahr gegen Maccabi Tel Aviv gewonnen hatte. Vor geschätzt etwa 5.000 Zuschauern hatte der AEK mit 60:78 Punkten, von vielen nicht unerwartet, das Hinspiel in Italien verloren. Das Rückspiel in Griechenland lockte dennoch um die 60.000 Fans ins ausverkaufte Stadion, die auf die Chance hofften, der AEK könne das Ergebnis des ersten Spiels noch drehen, um zum ersten Mal in seiner Vereinsgeschichte in ein europäisches Finale einziehen zu können. Etwas, was den Anhängern des AEK zwei Jahre zuvor noch nicht vergönnt war. Mit 72:52 Punkten gewannen die Athener ihr Rückspiel und zogen so ihr Ticket fürs Finale, das in jener Saison in Athen ausgetragen werden sollte.
Am 4. April 1968 traf die Spielvereinigung AEK Athen im Finale des Europokals der Pokalsieger auf Slavia Prag. An Slavia war der AEK zwei Jahre zuvor noch im Halbfinale des europäischen Wettbewerbs der Landesmeister gescheitert, und auch dieses Mal wurden die Prager von den meisten Experten für den Titelgewinn favorisiert. Angeführt wurden die Gäste von ihrem Starspieler Jiří Zídek, der zu den damals besten Centern Europas zählte. Der Finaleinzug der Spielvereinigung hatte in ganz Griechenland für eine vereinsübergreifende Euphorie gesorgt. Ins eigentlich 60.000 Zuschauer fassende Kallimarmaro drängten sich an die 80.000 Menschen. Diese Anzahl an Zuschauern wurde von den Guinness World Records als offizieller Rekord bestätigt. Nie zuvor hatten so viele Zuschauer ein Basketballspiel vor Ort verfolgt. Laut der Berichterstattung von Pierre Tessier für die französische L’Équipe sollen sich etwa weitere 20.000 Menschen auf der offenen Seite des Stadions befunden haben, viele weitere in unmittelbarer Umgebung, um das Spiel von nahem verfolgen zu können. Im ganzen Land verfolgten weitere tausende Menschen die Berichterstattung per Radio.
In einem eng geführten Spiel gelang es der Spielvereinigung, den großen Favoriten Slavia mit 89:82 Punkten zu bezwingen. So krönte sich die Spielvereinigung an diesem Abend zum ersten europäischen Pokalsieger Griechenlands und kam so zu ihrem Spitznamen, die Königin von Europa, kurz „Die Königin“. Dieses Spiel hatte das ohnehin große Interesse des griechischen Volkes am Basketballsport noch weiter steigern können und wurde zum Vorbild für andere griechische Vereine, die es dem AEK gleich tun wollten. Ein weiteres Mal stellte diese Mannschaft den griechischen Meister zur Saison 1969/70, bevor die großen Spieler dieses Vereins ihre aktiven Karrieren nach und nach beendeten.

### Folgejahre (1971–1979)
Auch weiterhin zählte der AEK zu den besten Mannschaften Griechenlands, seine einstige Vormachtstellung hatte der Verein inzwischen aber an Panathinaikos verloren. Dieser stellte ab 1971 fünfmal in Folge den griechischen Meister. Zudem bekam es der AEK mit einem aufstrebenden Olympiakos zu tun, der sich zum Hauptherausforderer um die Meisterschaft entwickelt hatte und diese dem Panathinaikos in der Saison 1975/76 abgenommen hatte. In derselben Saison hatte Olympiakos auch das Finale des neu eingeführten nationalen Pokalwettbewerbs erreicht und dort die Spielvereinigung AEK mit 81:69 Punkten bezwungen. Zur Neuauflage dieses Finales kam es bereits zwei Jahre später. Erneut gelang es dem AEK nicht, Olympiakos zu bezwingen und unterlag diesem mit 88:103 Punkten im Finale von 1978. Die meisten Punkte für den AEK hatte sich der damals noch junge Minas Gekos erspielt. Dieser wurde erst im Jahr zuvor verpflichtet und erzielte 19 Punkte in diesem Finale. Der AEK hoffte, um Gekos eine neue erfolgreiche Mannschaft aufbauen zu können. Im Sommer 1979 gelang dem AEK ein weiterer wichtiger Transfer. Der Vereinsführung war es gelungen, Vasilis Goumas zu verpflichten. Für Goumas interessierten sich gleich mehrere Vereine, immerhin war der Forward in den Jahren 1970, 1974, 1975 und 1977 Top Scorer der griechischen Liga. Mit Paulos Stamelos konnte auch der Top Scorer von 1978 verpflichtet werden und dennoch stellte die Spielvereinigung nicht den Top Transfer jenes Sommers. Der war dem damaligen Meister Aris mit der Verpflichtung von Nikos Galis gelungen. Ein weiteres Mal hatte der AEK das Finale des Pokalwettbewerbs erreichen können und unterlag Olympiakos einmal mehr mit 80:85 Punkten.

### Der Neuanfang (2014–2017)
Zur Saison 2014/15 kehrte der AEK zurück ins Oberhaus. Langfristig, gab der Verein bekannt, wolle der Klub wieder an alte Glanzzeiten anknüpfen und eine gewichtige Rolle in der Basket League einnehmen. Zunächst gestaltete sich der Neuanfang allerdings schwierig. Von den ersten fünf Spielen verloren die Athener insgesamt vier und trennten sich daraufhin von ihrem Trainer Vangelis Ziagos. Mit Dragan Šakota kehrte ein ehemaliger Trainer des AEK zurück auf die Trainerbank, unter dem der Verein seine bisher letzte Meisterschaft feiern konnte. Mit Šakota erreichte das Team den fünften Rang zum Ende der Hauptrunde. In den folgenden Playoffs um die Meisterschaft scheiterte der AEK bereits in der ersten Runde am Ligarivalen Aris Saloniki.
In der Saison 2015/16 präsentierte sich der AEK durch die Teilnahme am Eurocup auch wieder auf europäischer Ebene. Ein weiteres Mal startete der Verein allerdings unzufrieden in die neue Saison. Zum Auftakt gab es eine Niederlage im Viertelfinale des Pokalwettbewerbs gegen Aris Saloniki, dem man mit 61:64 Punkten unterlag. Zwar lief es in der Liga besser, jedoch mit zwei Niederlagen aus den ersten zwei Spielen des Eurocups lag man erneut hinter den eigenen Erwartungen. Im ersten Spiel gegen Wolgograd setzte es eine knappe Niederlage in der Verlängerung mit 94:96 Punkten trotz überragenden 42 Punkten von Loukas Mavrokefalidis und der Führung zum Ende des dritten Viertels. Das zweite Spiel verlor der AEK gegen Galatasaray Odeabank Istanbul mit 65:89 Punkten. Bei diesem Spiel zeigte der AEK eine sehr schwache Mannschaftsleistung, was zu ersten Konsequenzen führte. Sotiris Manolopoulos wurde als weiterer Assistenzcoach verpflichtet, was zur Folge hatte, dass Angelos Koronios, bisheriger Assistent im Trainerstab, sein Amt aufgab, da er die Verpflichtung eines weiteren Trainerassistenten als Kritik an seiner Person interpretierte. Der Kader des AEK wurde mit den Spielern Dimitris Mavroeidis und Donell Cooper verstärkt, für die Oderah Anosike und Chris Warren weichen mussten. In der heimischen Liga zeigte sich der Verein weiterhin konstant stabil, und auch im Eurocup wurden die ersten Siege eingefahren. Diese reichten aber nicht aus, um sich ein mögliches Weiterkommen zu sichern. Nachdem folgend Vorstand und Trainerstab Bilanz gezogen hatten, wurde verkündet, dass der bisherige Trainer Sakota folgend den Posten eines General Managers übernehme, die Funktion des Trainers damit aber aufgebe. Jure Zdovc wurde am 20. Dezember 2015 als neuer Spielleiter der Vereinigung vorgestellt. Der Slowene hatte für die folgenden zweieinhalb Jahre unterschrieben. Sein Debüt auf der Trainerbank des AEK gab Zdovc am elften Spieltag der laufenden Saison. Erneut zeigte sich die Mannschaft durch die ganzen Umstellungen verunsichert und besiegte den Kolossos Rhodos erst in der Verlängerung mit 86:85 Punkten. Auch im folgenden Aufeinandertreffen mit Serienmeister Panathinaikos, dem man über das ganze Spiel auf Augenhöhe begegnete, verschenkte man einen möglichen Sieg, nachdem die Mannschaft kurz vor Ende Nerven zeigte und sich letztendlich mit 64:67 Punkten geschlagen geben musste. Seine Hinrunde beendete die Vereinigung mit einem Sieg über Arkadikos, den man mit 78:74 bezwungen hatte. Damit zählte die Mannschaft 10 Siege aus 13 Spielen der Hinrunde und lieferte damit die beste Hinrundenserie seit der Saison 2002/03, die man damals mit 11 Siegen aus 13 Spielen beendet hatte. Zum Auftakt der Rückrunde unterlag der AEK dem PAOK aus Thessaloniki mit 75:79 Punkten. Nach weiteren Niederlagen, unter anderem gegen die Rethymno Cretan Kings, beendete der Verein die Hauptrunde auf dem vierten Rang. In den folgenden Playoffs erspielte sich der AEK den dritten Rang.
Diese Platzierung hatte sich AEK auch zur Saison 2016/17 gesichert, während der Verein international an der durch die FIBA neu installierten Basketball Champions League teilnahm, dort im Laufe des Turniers im Achtelfinale allerdings am AS Monaco gescheitert war, woraufhin die Vereinsführung Trainer Zdovc durch Manolopoulos ersetzen lassen hatte.

### Rückkehr an die Spitze (seit 2017)
Zwar gelang es Manolopoulos in der Saison 2017/18, AEK bis ins Finale des Pokals zu coachen, im Halbfinale wurde Rekordhalter Panathinaikos noch mit 73:69 Punkten bezwungen, dennoch hatte der Trainer Anfang Dezember 2017 seinen Stuhl zu räumen, da der Start in der heimischen Liga sowie parallel dazu in der Champions League für die Vereinsführung nicht zufrieden verlaufen war. Ersetzt wurde er durch Sakota der im Verein den Posten des Managers, laut offiziellen Angaben, auch weiterhin parallel dazu führen sollte. Folgend hatten sich die Athener für die K.-o.-Phase der Champions League qualifiziert und mit dem Erfolg über Olympiakos mit 88:83 Punkten im Pokalfinale sich den vierten Pokalerfolg in der Vereinshistorie erspielt. Nach Siegen über ČEZ Nymburk und Strasbourg IG folgte auch der Einzug in das Final Four, für das Athen als Austragungsort bestimmt wurde. Mit dem Sieg über UCAM Murcia im Halbfinale und dem Erfolg über AS Monaco mit 100:94 Punkten im Finale, hatte sich AEK auch den Titel in der Champions League erspielt.

## Aktueller Kader
Stand: 25. September 2024
| Nr. | Name                 | Nationalität       | Position | Größe [cm] | Jahrgang |
| --- | -------------------- | ------------------ | -------- | ---------- | -------- |
| 01  | Gaios Skordilis      | Griechenland       | Center   | 208        | 1987     |
| 03  | Prentiss Hubb        | Vereinigte Staaten | Guard    | 190        | 1999     |
| 04  | Zois Karampelas      | Griechenland       | Guard    | 186        | 2001     |
| 07  | Dimitrios Flionis    | Griechenland       | Guard    | 190        | 1997     |
| 08  | C. J. Bryce          | Vereinigte Staaten | Forward  | 196        | 1996     |
| 09  | Alfredos Pilavios    | Griechenland       | Forward  | 198        | 1999     |
| 11  | Georgios Filios      | Griechenland       | Guard    | 196        | 2002     |
| 17  | Jadyn Parker         | Vereinigte Staaten | Center   | 208        | 2002     |
| 19  | Mindaugas Kuzminskas | Litauen            | Forward  | 206        | 1989     |
| 21  | Omiros Netzipoglou   | Griechenland       | Forward  | 195        | 2002     |
| 22  | Nahlem Alleyne       | Vereinigte Staaten | Guard    | 193        | 2001     |
| 24  | Ioannis Kouzeloglou  | Griechenland       | Forward  | 207        | 1995     |
| 25  | Anastasios Kamateros | Griechenland       | Forward  | 205        | 2000     |
| 33  | Grant Golden         | Vereinigte Staaten | Center   | 208        | 1998     |
| 77  | Hunter Hale          | Vereinigte Staaten | Guard    | 191        | 1998     |
|     | RaiQuan Gray         | Vereinigte Staaten | Forward  | 201        | 1999     |

### Kadertiefe
| Pos. | Starter    | Bank        | Bank       | Reserve   |
| ---- | ---------- | ----------- | ---------- | --------- |
| C    | Golden     | Gray        | Parker     | Skordilis |
| PF   | Kuzminskas | Kouzeloglou |            | Kamateros |
| SF   | Bryce      | Netzipoglou |            | Pilavios  |
| SG   | Hale       | Alleyne     |            | Filios    |
| PG   | Hubb       | Flionis     | Karampelas |           |

## Bedeutende oder bekannte ehemalige Spieler

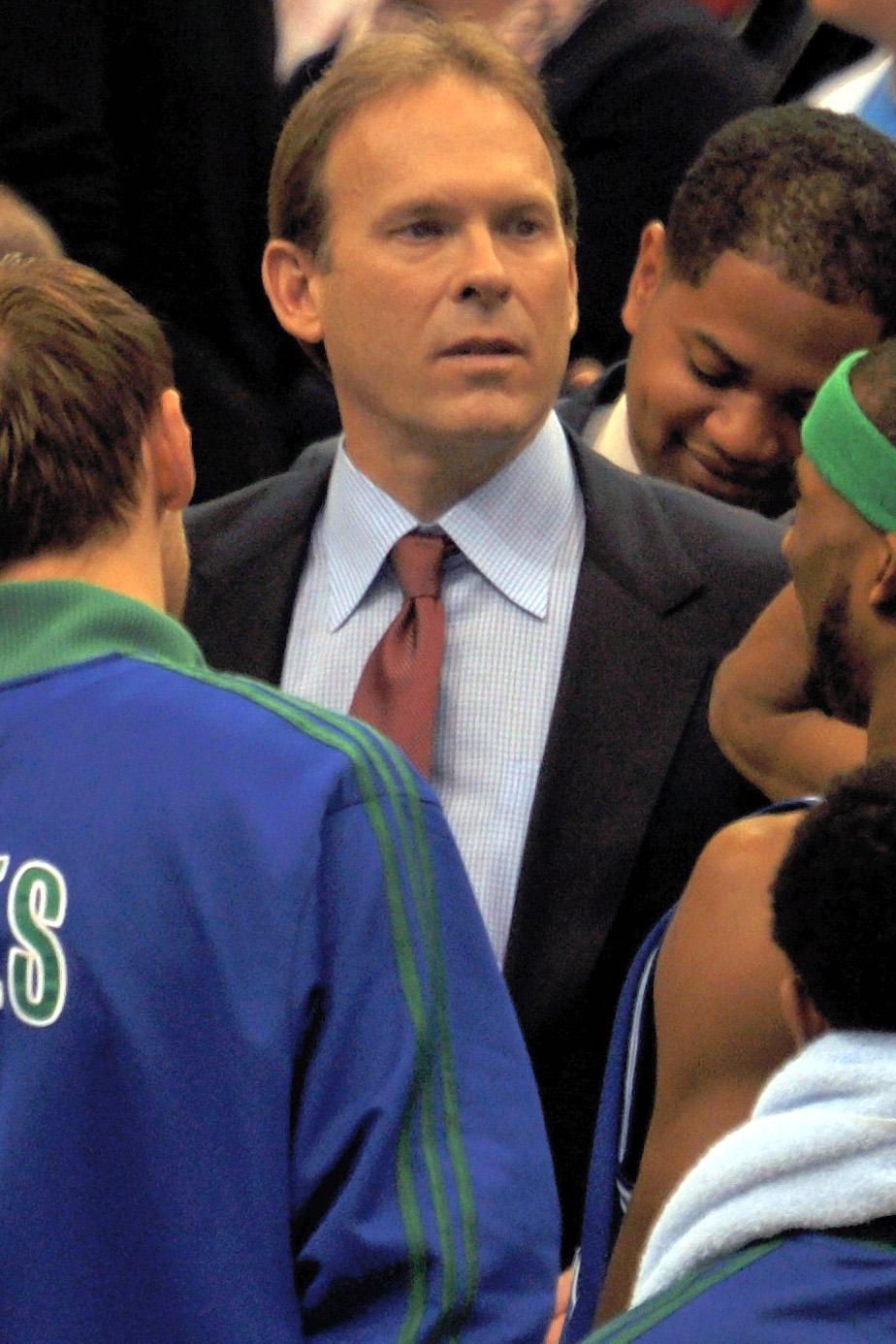
Kurt Rambis
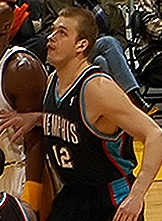
Jake Tsakalidis
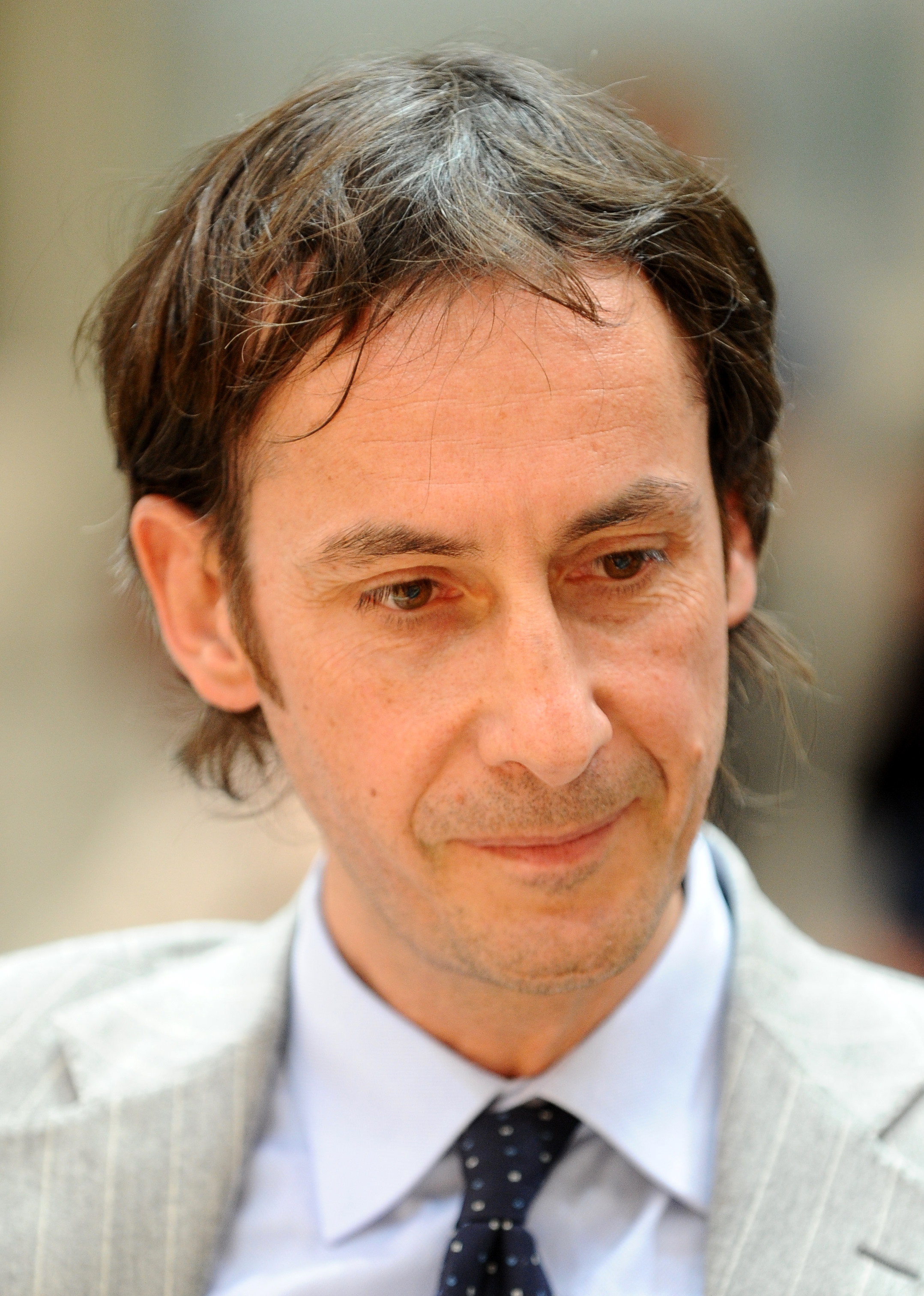
Claudio Coldebella
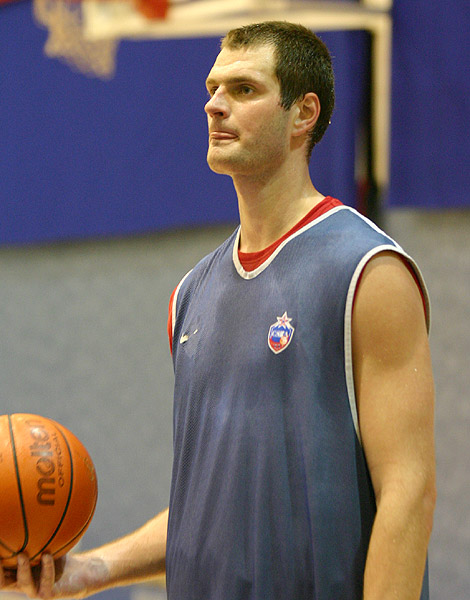
Martin Müürsepp
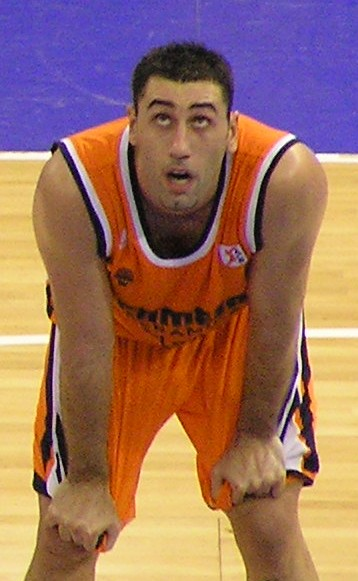
Dimos Dikoudis
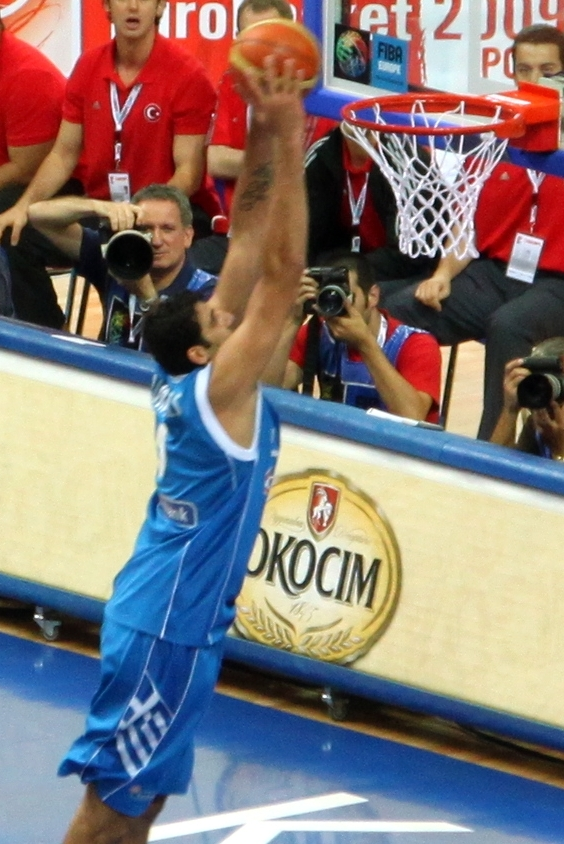
Giannis Bourousis
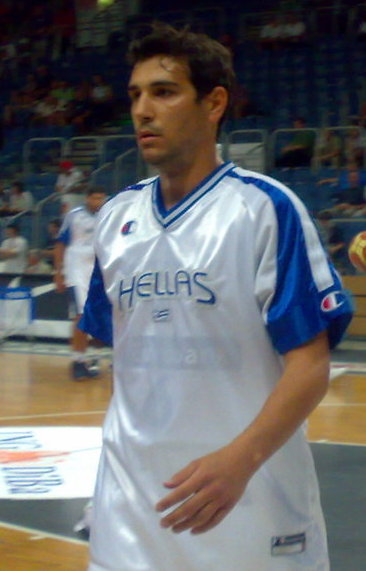
Nikos Zisis
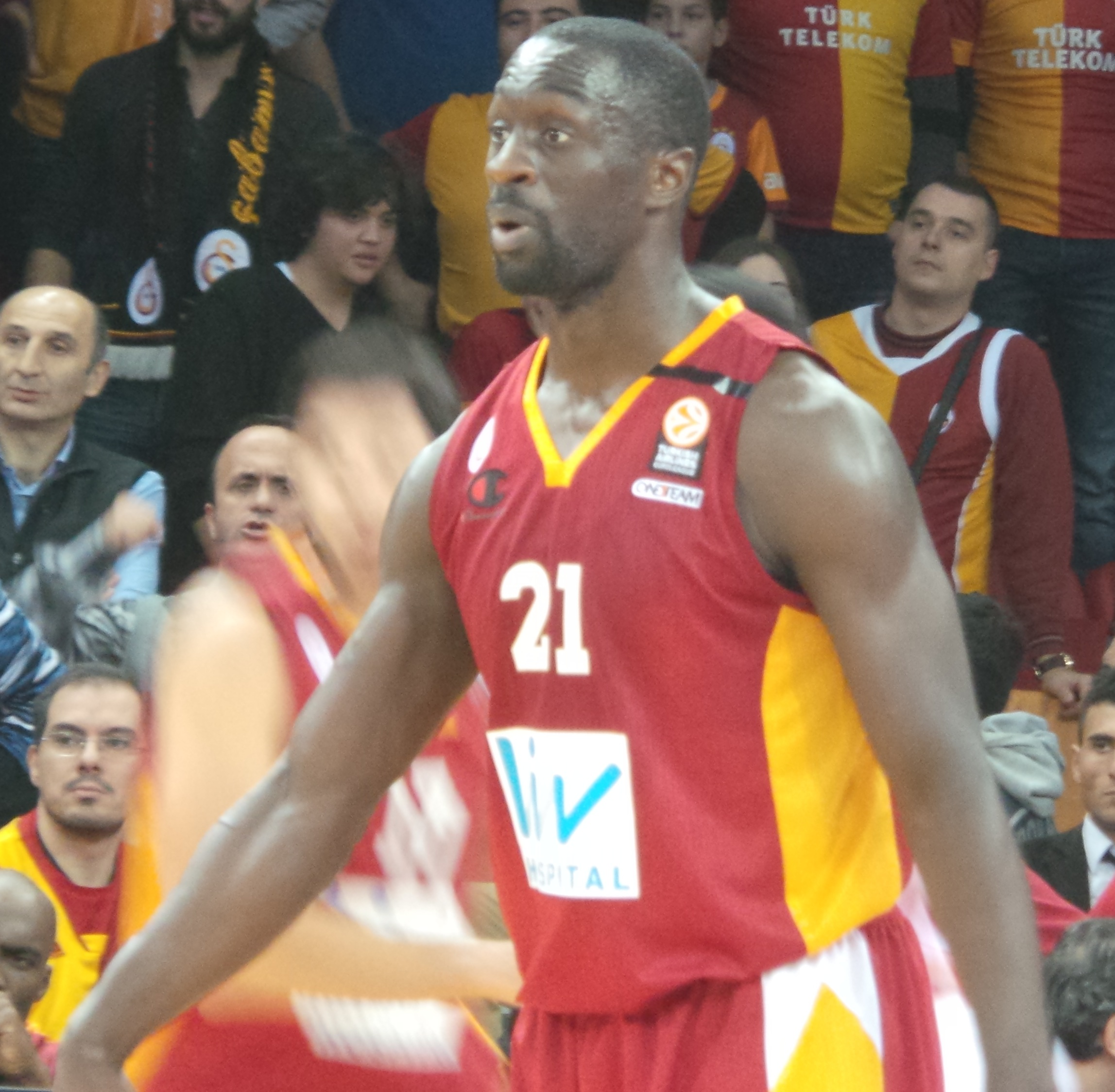
Pops Mensah-Bonsu

| - Giorgos Amerikanos - Giorgos Trontzos - Ioannis Bourousis - Nikolaos Chatzis - Dimosthenis Dikoudis - Vladimiros Giankovits - Michalis Kakiouzis - Fotis Katsikaris - Apostolos Kontos - Kostas Vasileiadis | - Angelos Koronios - Pete Papachronis - Dimitris Papanikolaou - Konstantinos Patavoukas - Kurt Rambis - Iakovos Tsakalidis - Nikolaos Zisis - Loukas Mavrokefalidis - Dusan Sakota | - Branislav Prelević - Jim Bilba - Pops Mensah-Bonsu - Claudio Coldebella - Arijan Komazec - İbrahim Kutluay - Jonas Mačiulis - Martin Müürsepp - Joshua Obiesie - Roko Leni Ukić | - Victor Alexander - Joe Arlauckas - Rolando Blackman - Mario Chalmers - J. R. Holden - Michael Dixon - Keith Langford |

### Nicht mehr zu vergebende Nummern
Vom Verein zurückgezogene und nicht weiter vergebene Nummern:

## Maskottchen
Panda Pandou ist das offizielle Maskottchen des AEK BC. Der anthropomorphe gelb-schwarze Panda konnte Öffentlichkeit und Fans am 13. Spieltag der Saison 2016/17 bei einem Heimspiel gegen Aris Saloniki am 7. Januar 2017 präsentiert werden. Der Panda trägt das Basketballjersey des AEK mit der Rückennummer 68. Hierbei steht die 68 als Erinnerung für den ersten europäischen Erfolg von 1968. Seinen Namen verdankt das Maskottchen einem Fangesang seiner Anhänger. „AEK, AEK, GIA PANTA KAI PANTOU“ (griechisch «ΑΕΚ, ΑΕΚ ΓΙΑ ΠΑΝΤΑ ΚΑΙ ΠΑΝΤΟΥ», Aussprache etwa A-eK, A-ek, jia panda ke pandou), im deutschen übersetzbar mit „AEK, AEK, für immer und überall“. Die Hauptaufgabe des Pandas ist es, Fans vor und während eines Heimspiels zu animieren. Zudem nimmt Panda Pandou an verschiedenen Events in und rund um Athen teil.

## Statistiken

### Die höchsten Siege in der A1 Ethniki
Berücksichtigt werden Ergebnisse ab 1992.
| Begegnung                      | Ergebnis | Differenz | Saison  |
| ------------------------------ | -------- | --------- | ------- |
| AEK – Aris Saloniki            | 110:56   | +54       | 2000/01 |
| AEK – Ionikos Neas Filadelfias | 121:77   | +44       | 2001/02 |
| Apollon Patras – AEK           | 48:89    | +41       | 2014/15 |
| AEK – Lavrio – DHI             | 96:56    | +40       | 2016/17 |
| AEK – Apollon Patras           | 94:56    | +38       | 1998/99 |

### Titel
- Griechischer Meister (8 ×): 1958, 1963, 1964, 1965, 1966, 1968, 1970, 2002
- Griechischer Pokalsieger (5 ×): 1981, 2000, 2001, 2018, 2020
- Saporta Cup (2 ×): 1968, 2000
- Champions League: 2018
- Intercontinental Cup: 2019